# Carnival (Eric Clapton)
Carnival è un singolo del cantautore britannico Eric Clapton, pubblicato nel 1977 ed estratto dall'album No Reason to Cry.

## Tracce
- 7"

1. Carnival
2. Hungry

## Classifiche
| Classifica (1977) | Posizione raggiunta |
| ----------------- | ------------------- |
| Paesi Bassi       | 20                  |